# Francavilla al Mare
Francavilla al Mare község (comune) Olaszország Abruzzo régiójában, Chieti megyében.

## Fekvése
A megye északi részén fekszik, az Adriai-tenger partján. Határai: Chieti, Miglianico, Ortona, Pescara, Ripa Teatina, San Giovanni Teatino és Torrevecchia Teatina.

## Története
A település a 9-10. században alakult ki. A következő századokban nemesi birtok volt. Önállóságát a 19. század elején nyerte el, amikor a Nápolyi Királyságban felszámolták a feudalizmust.

## Népessége
A népesség számának alakulása:

## Főbb látnivalói
- San Franco-templom